# Carl Fredrik Beurling
Carl Fredrik Beurling, född 19 maj 1755 i Lerbäcks församling, Örebro län, död 15 mars 1837 i Åtvids församling, Östergötlands län, var en svensk fabrikör och bildhuggare.

## Biografi
Carl Fredrik Beurling fick 1778 privilegier i Norrköping som bildhuggare och förgyllare och 1794 som spegelmakare. Bland hans mera kända arbeten är predikstolen från 1798 i S:t Olai kyrka i nyrenässansstil. Det åttakantiga lusthuset på holmen invid Motala ström på Norrköpings stadsmuseum uppfördes av Carl Fredrik Beurling 1801, då han bebodde Bergsbrogården. Hans hem i Norrköping stod ofta öppet för konserter, bland annat utförda av Amatörernas sällskap. År 1805 övertog han Kolmårdens marmorbruk och bosatte sig där.
Carl Fredrik Beurling var gift med Ulrica Björling i sitt första äktenskap, och med Catharina Charlotta Norman i sitt andra.

## Verk i urval
- Östra Ryds kyrka, Östergötland, predikstol 1776?
- Ekeby kyrka, Östergötland, orgelfasad 1789
- Östra Hargs kyrka, Östergötland, snidade ornament på orgelfasaden 1790
- Kättilstads kyrka, Östergötland, orgelfasad 1791
- Linderås kyrka, Småland, predikstol 1793
- Rystads kyrka, Östergötland, predikstol, altartavlans omfattning & skulpturer på orgelfasaden 1796
- Västerlösa kyrka, Östergötland, predikstol 1797
- Sankt Olai kyrka, Östergötland, predikstol 1798
- Gammalkils kyrka, Östergötland, altare, predikstol & dörröverstycke till sakristian 1802
- Konungsunds kyrka, Östergötland, altartavlans ramverk 1802
- Rappestads kyrka, Östergötland, predikstol 1802
- Borgs kyrka, Östergötland, predikstol 1803
- Gammalkils kyrka, Östergötland, orgelfasad 1806

## Bildgalleri

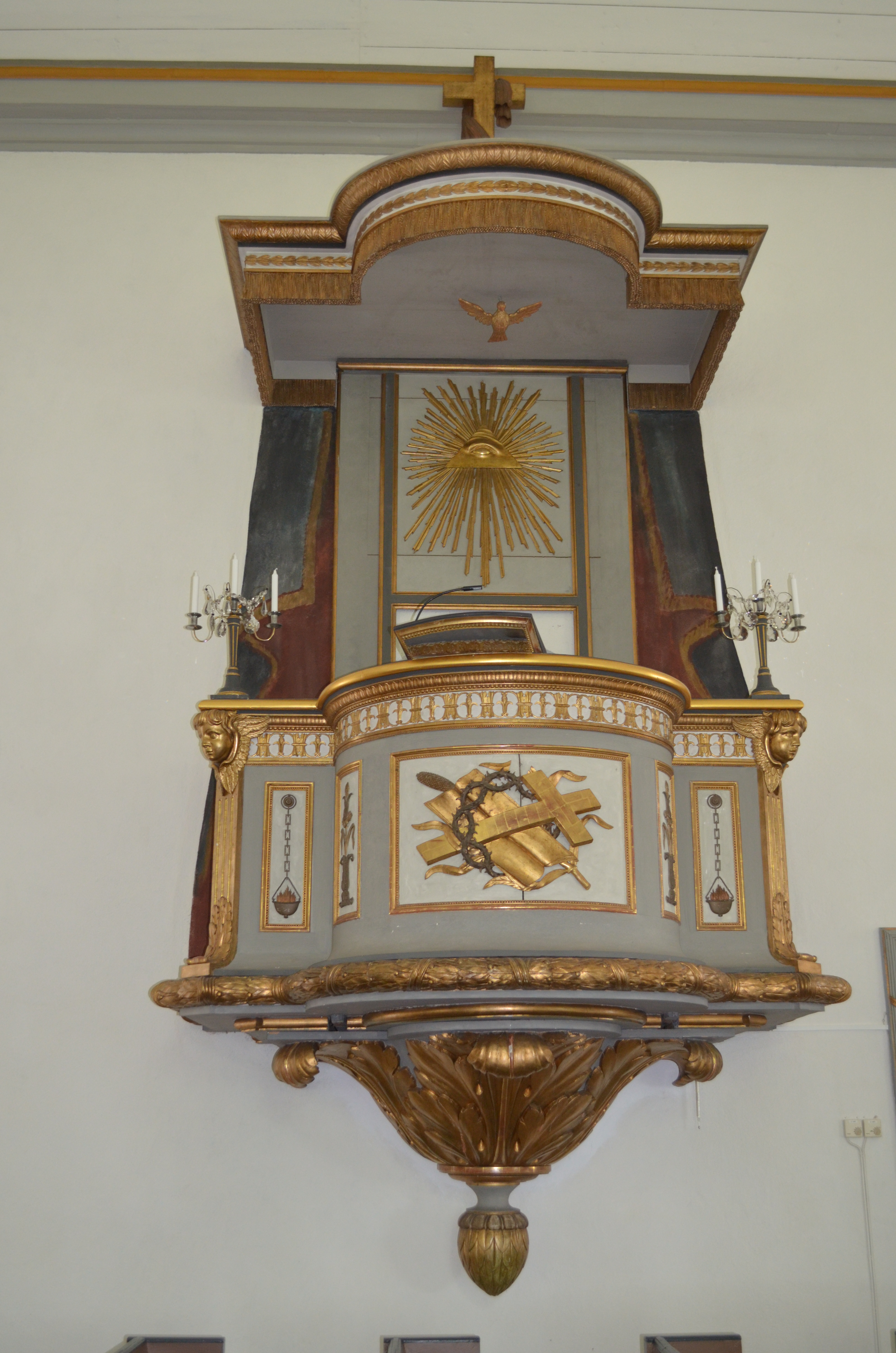
Predikstolen i Gammalkils kyrka.
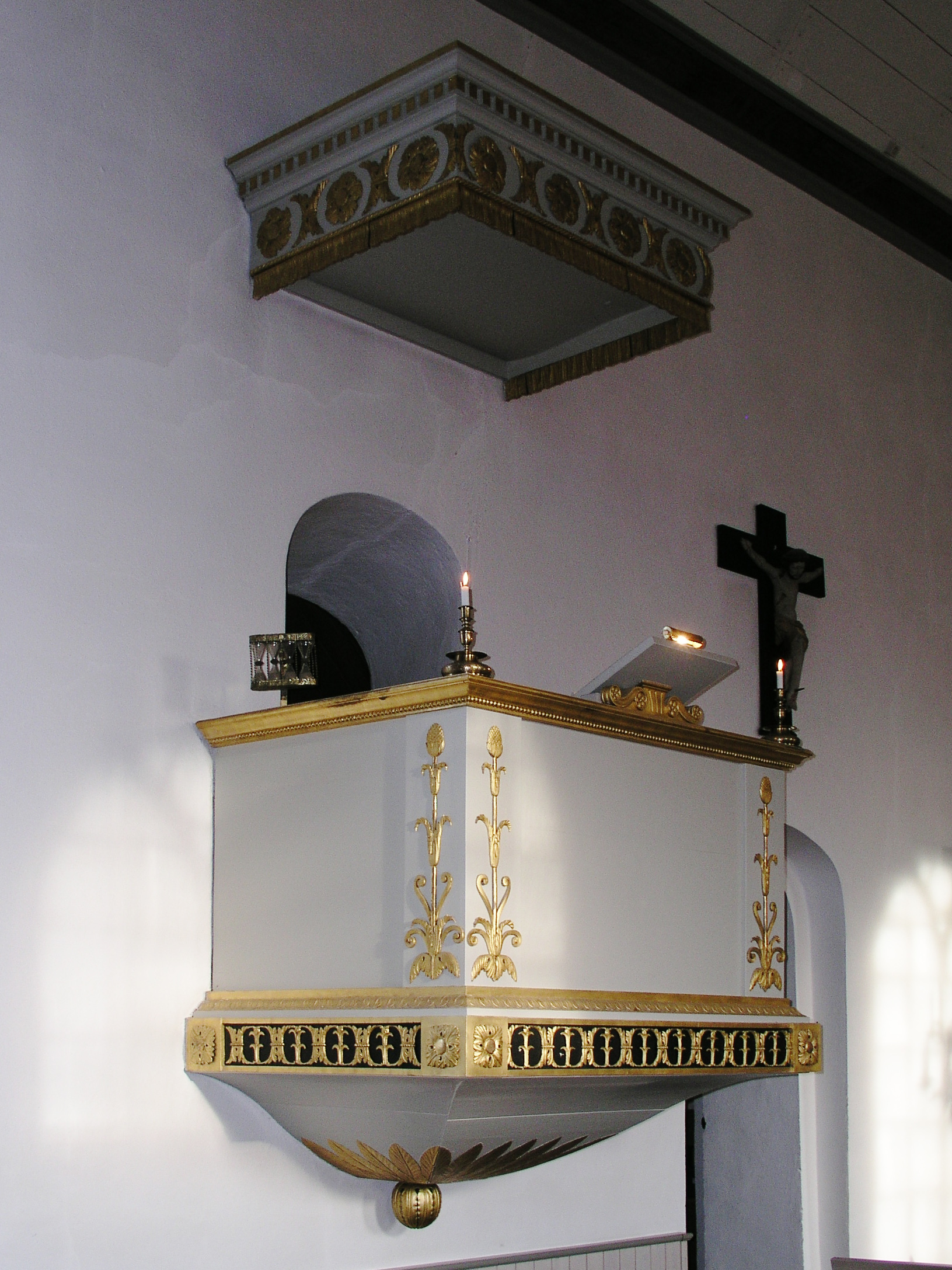
Predikstolen i Rystads kyrka.
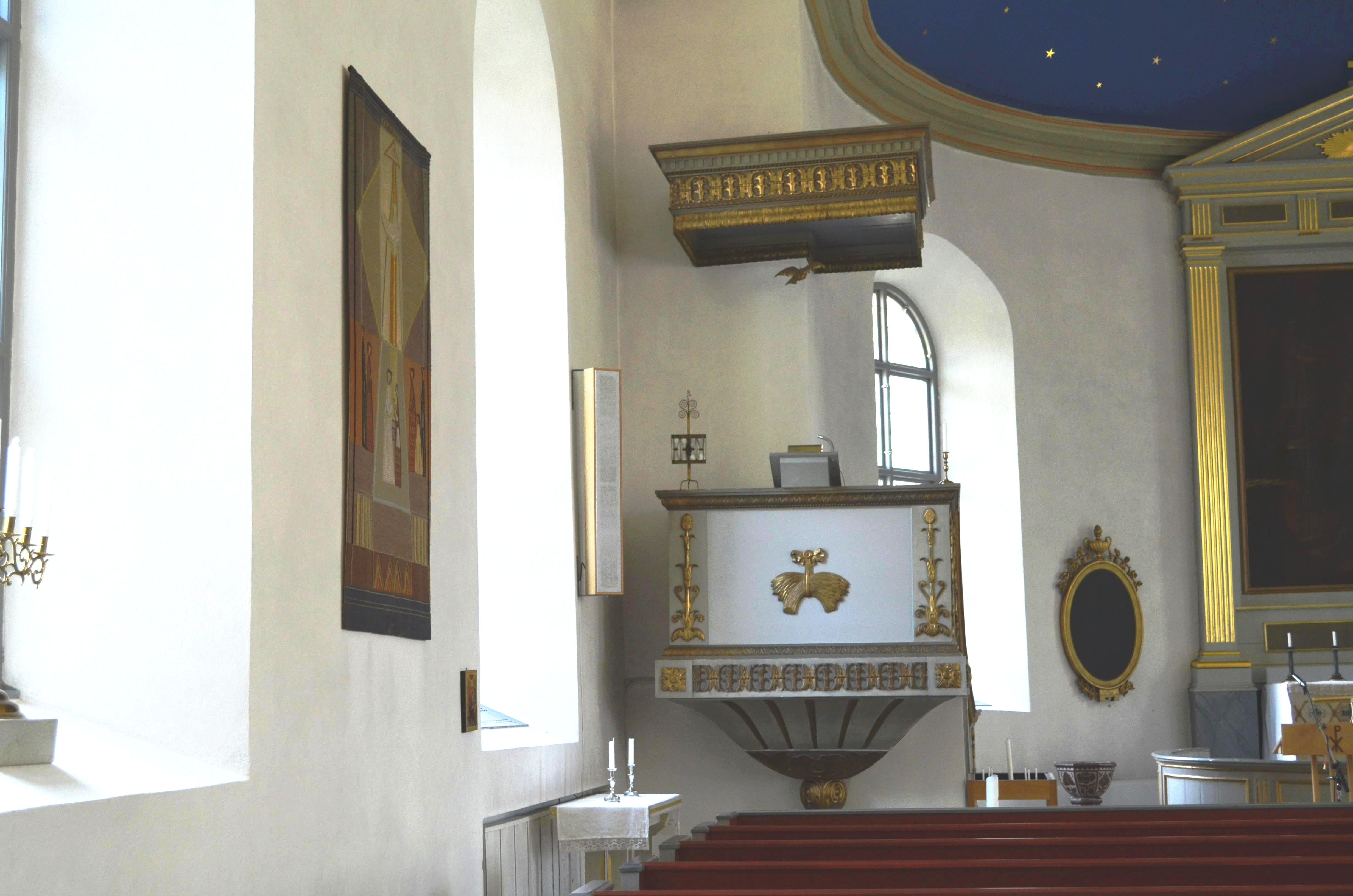
Predikstolen i Västerlösa kyrka.
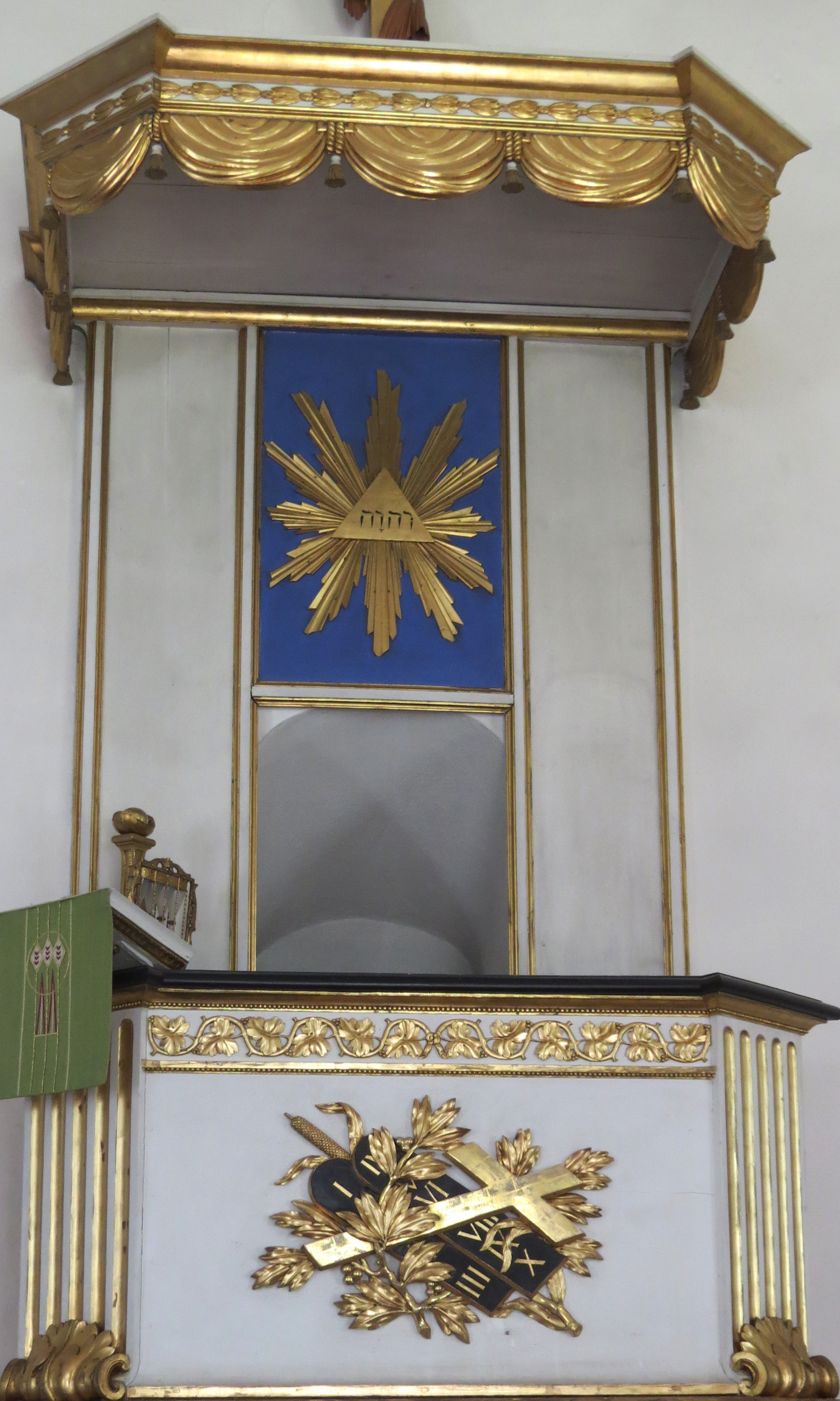
Predikstolen i Rappestads kyrka.